# Волгоградская областная библиотека имени М. Горького
Волгоградская областная универсальная научная библиотека имени Максима Горького — библиотека в Волгограде, главная библиотека Волгоградской области. Ведёт историю с 1900 года.

## История
В конце XIX века в городе не было ни одной общедоступной библиотеки. Начиная с 1895 года, городская интеллигенция ходатайствовала через Царицынскую Городскую Думу об открытии библиотеки. Понадобилось пять лет, чтобы губернатор разрешил открыть библиотеку на средства общественности.
23 июля 1900 года начала работать городская библиотека. Однако, она не была бесплатной — губернатор отказывался утвердить пункт о бесплатном пользовании литературой, и поэтому за чтение приходилось платить: за чтение на дому — 15 копеек в месяц, в библиотеке — 3 копейки. Первоначальный фонд составлял 533 книги, а уже к 1917 году он составил 8923 тома.
2 марта 1928 года, в канун 60-летия писателя и 35-летия его творческой деятельности, губисполком постановил именовать библиотеку как «Губернская Центральныя публичная библиотека имени М. Горького».
Накануне Великой Отечественной войны библиотека находилась в двухэтажном особняке на углу улицы им. Воровского и набережной Волги. На тот момент она была крупнейшим книгохранилищем области; её фонд составлял 205 тыс. экземпляров, а число читателей достигало 18 тыс. человек. Штат библиотеки насчитывал 24 работника, при этом только двое из них имели высшее библиотечное образование.
23 августа 1942 года Сталинград подвергся бомбардировке, прямым попаданием бомбы здание библиотеки было полностью разрушено, погибли все фонды и находившиеся в здании сотрудники.
С марта 1943 года началось возрождение областной библиотеки, начавшей работу в Бекетовке. Книги приходили со всех концов страны, появились первые читатели. Библиотекари, помимо своей основной работы, участвовали в черкасовском движении, восстанавливая центр города, куда позже и вернулась библиотека, заняв первый этаж здания Высшей партийной школы на площади Павших борцов.
В 1985 году областная библиотека им. М. Горького получила отдельное здание на улице Мира, где 18 апреля 1985 года состоялось её открытие.
В настоящее время, волгоградская областная универсальная научная библиотека им. М. Горького — крупнейшая библиотека региона, научно-информационный центр ЦБС Волгоградской области, центр автоматизации библиотек края.